# Medagliere dei XXIII Giochi olimpici invernali
Il medagliere dei XXIII Giochi olimpici invernali è una lista che riporta il numero di medaglie ottenute dai comitati olimpici nazionali presenti ai XXIII Giochi olimpici invernali, che si sono svolti nella contea sudcoreana di Pyeongchang dal 9 al 25 febbraio 2018. Un totale di 2 952 atleti, provenienti da 92 nazioni, ha partecipato a 102 diversi eventi sportivi, relativi a quindici discipline.

## Medagliere
Paese ospitante
| Pos.   | Paese                        | Oro | Argento | Bronzo | Totale |
| ------ | ---------------------------- | --- | ------- | ------ | ------ |
| 1      | Norvegia                     | 14  | 14      | 11     | 39     |
| 2      | Germania                     | 14  | 10      | 7      | 31     |
| 3      | Canada                       | 11  | 8       | 10     | 29     |
| 4      | Stati Uniti                  | 9   | 8       | 6      | 23     |
| 5      | Paesi Bassi                  | 8   | 6       | 6      | 20     |
| 6      | Svezia                       | 7   | 6       | 1      | 14     |
| 7      | Corea del Sud                | 5   | 8       | 4      | 17     |
| 8      | Svizzera                     | 5   | 6       | 4      | 15     |
| 9      | Francia                      | 5   | 4       | 6      | 15     |
| 10     | Austria                      | 5   | 3       | 6      | 14     |
| 11     | Giappone                     | 4   | 5       | 4      | 13     |
| 12     | Italia                       | 3   | 2       | 5      | 10     |
| 13     | Atleti Olimpici dalla Russia | 2   | 6       | 9      | 17     |
| 14     | Rep. Ceca                    | 2   | 2       | 3      | 7      |
| 15     | Bielorussia                  | 2   | 1       | 0      | 3      |
| 16     | Cina                         | 1   | 6       | 2      | 9      |
| 17     | Slovacchia                   | 1   | 2       | 0      | 3      |
| 18     | Finlandia                    | 1   | 1       | 4      | 6      |
| 19     | Gran Bretagna                | 1   | 0       | 4      | 5      |
| 20     | Polonia                      | 1   | 0       | 1      | 2      |
| 21     | Ucraina                      | 1   | 0       | 0      | 1      |
| 21     | Ungheria                     | 1   | 0       | 0      | 1      |
| 23     | Australia                    | 0   | 2       | 1      | 3      |
| 24     | Slovenia                     | 0   | 1       | 1      | 2      |
| 25     | Belgio                       | 0   | 1       | 0      | 1      |
| 26     | Nuova Zelanda                | 0   | 0       | 2      | 2      |
| 26     | Spagna                       | 0   | 0       | 2      | 2      |
| 28     | Kazakistan                   | 0   | 0       | 1      | 1      |
| 28     | Lettonia                     | 0   | 0       | 1      | 1      |
| 28     | Liechtenstein                | 0   | 0       | 1      | 1      |
| Totale | Totale                       | 103 | 102     | 102    | 307    |